# Favoritner SC
Der Favoritner Sportclub ist ein ehemaliger österreichischer Fußballverein, welcher 1934/35 eine Saison in der höchsten Spielklasse spielte.

## Geschichte
Nachdem der Favoritner Traditionsverein ASV Hertha Wien 1931 aus dem Ligabetrieb ausgestiegen war, beschlossene einige Funktionäre und Spieler die Gründung eines neuen Vereins, der die Nachfolge der Hertha antreten sollte, und gaben ihm den Namen Favoritner SC. Der Fußballverband erkannte den Verein jedoch nicht als Nachfolger der Hertha an und lehnte das Ansinnen, deren Zweitligaplatz zu übernehmen, ab. Mit der Alternative konfrontiert, in der untersten Spielklasse beginnen zu müssen, entwickelte man eine neue Strategie. Die Spieler traten dem eben durch eine Ligareform in die zweite Spielklasse aufgestiegenen SV Finanz, dem Sportverein der Wiener Finanzbediensteten, bei, und in der Winterpause der Meisterschaft 1931/32 spaltete sich die Fußballsektion von Gesamtverein ab und nahm den Namen Favoritner SC an.
Nachdem zunächst die Klasse gehalten werden konnte und in der Folgesaison ein Mittelfeldplatz erreicht wurde, verstärkte sich der Verein mit einigen erstligaerfahrenen Spielern und konnte die Saison 1933/34 mit einem deutlichen Punkteabstand an der Tabellenspitze beenden und damit den Aufstieg in die I. Liga erreichen. Nochmals wurde der Kader der Favoritner verstärkt, unter anderem mit dem ehemaligen Mitropacupsieger Johann Billich, Otto Marischka, Willibald Hahn und Rudolf Vytlačil. Die Favoritner trugen ihre Heimspiele nun meist auf dem Platz des FC Wien aus und starteten mit einem Sieg gegen den FK Austria Wien in die Saison. In den nächsten Runden konnte der Verein noch gut mithalten, rutschte aber sukzessive in der Tabelle zurück und überwinterte als Zehnter von zwölf Vereinen. Im Frühjahr setzte es dann eine Reihe von Niederlagen und es zeigten sich auch erhebliche wirtschaftliche Schwierigkeiten. Als der Verein mit den Spielergehältern in Verzug geriet, musste zu Saisonende sogar mit Teilen der Reservemannschaft gespielt werden. Der Favoritner SC beendete die Saison schließlich als Tabellenletzter und stieg wieder in die II. Liga ab.
Viele der arrivierten Spieler verließen den Verein, und nach wenigen Runden der Zweitligasaison 1935/36 erwies sich, dass der Verein wirtschaftlich nicht mehr lebensfähig war. Wegen rückständiger Zahlungen wurde er zunächst suspendiert, schließlich im November 1935 aus dem Verband ausgeschlossen und die bisherigen Spiele in der Tabelle annulliert. Im März 1936 wurde der Favoritner SC aufgelöst. 

## Erfolge
- 1 × Zweitligameister: 1934
- 1 × Erstligateilnahme: 1934/35
- 3 × Zweitligateilnahme: 1931–34

## Bekannte Spieler
- Josef Artimovics
- Johann Billich
- Willibald Hahn
- Otto Marischka
- Rudolf Vytlačil